# Günter Schlüterbusch
Günter Schlüterbusch (* 10. April 1943 in Sulingen; † 2. Januar 2004 ebenda) war ein deutscher Politiker (SPD). Er war von 1994 bis 2004 Abgeordneter im niedersächsischen Landtag.

## Leben
Schlüterbusch war in den Jahren 1972 bis 2001 Mitglied des Rates der Stadt Sulingen sowie des Kreistages. Von 1976 bis 1986 war er stellvertretender Bürgermeister und von 1991 bis 2001 Bürgermeister der Stadt Sulingen. Wegen der vielfältigen Verdienste um die Stadt Sulingen wurde er im Jahr 2001 zum Ehrenbürgermeister der Stadt ernannt. 
Vom Niedersächsischen Städtetag erhielt er im Jahr 1997 die Ehrenurkunde für ein 25-jähriges kommunalpolitisches Engagement. 
Schlüterbusch wurde im Jahr 1994 in den niedersächsischen Landtag gewählt, dem er bis zu seinem Tod angehörte. Er arbeitete im Präsidium sowie im Rechts- und Verfassungsausschuss und Gesundheits- und Sozialausschuss mit. Seine Nachfolgerin im Parlament wurde Susanne Grote.
Schlüterbusch war verantwortlich für den umstrittenen Abriss des Bahnhofsgebäudes von Sulingen im Stil der Bauhausnachfolge 1996.